# トリシア先生シリーズ
トリシア先生シリーズ（トリシアせんせいシリーズ）は、南房秀久による日本のライトノベルシリーズ。また、同作者の手による外伝作となる児童文学作品に「トリシアシリーズ」がある。そのため、当項目ではこの2シリーズおよび、それらから派生したシリーズ作品を扱う。イラストは全シリーズ作品において小笠原智史が担当。
著者のデビュー作『黄金の鹿の闘騎士』や前作『月蝕紀列伝シリーズ』と世界観を同じくしている。この作品は『月蝕紀列伝シリーズ』からは、はるかに遠い未来にあたり、一方で『黄金の鹿の闘騎士』からはそれほど時間の経過の少ない、いわゆる近未来となっている。そのため、作中には両作に登場したキャラクターが一部分ではあるものの再登場している。

## 作品
トリシア先生シリーズ
2000年6月に第一作『トリシア先生、急患です！』が富士見書房のライトノベル文庫レーベル富士見ファンタジア文庫より刊行され、シリーズがスタート。以降、同社の同レーベルにより文庫書き下ろし形式でシリーズ作品が刊行されている。

トリシアシリーズ（トリシア修行中シリーズ）
上記『トリシア先生シリーズ』の発表と並行する形で学習研究社（現在は事業分割を経て学研教育出版）の学年誌『6年の学習』に2002年6号より『トリシア、ただいま修行中！』のタイトルで連載が開始された。その後2003年3号まで同誌で連載を続け、2003年4号からは『5年の学習』に移籍。『トリシア、まだまだ修行中！』とタイトルを変えて2004年3号まで連載を続けた。2004年にこれらの連載をまとめた単行本が雑誌刊行元の新書レーベルエンタティーン倶楽部より発刊され、その後は『トリシア先生シリーズ』と同様に書き下ろしから直接書籍とする発表方式にシフトした。

新トリシア先生シリーズ
上記『トリシア（修行中）シリーズ』の続編としてリライト・新規執筆されたトリシア先生シリーズ。トリシアシリーズと同様、学研のエンタティーン倶楽部より発刊されている。2009年に行われた学研グループ再編に伴う事業分割により、エンタティーン倶楽部の発刊が学研教育出版に移管されたため、以降のシリーズ作は同社から出されている。

トリシアは魔法のお医者さん!!
『新トリシア先生シリーズ』の完結および公式ウェブサイト上での外伝発表を経て2011年9月に『トリシア(修行中)シリーズ』および『新トリシア先生シリーズ』の設定を踏まえたリニューアルシリーズとして『トリシアは魔法のお医者さん!!』がスタート。シリーズ開始においては新規執筆作品2巻が同時発売された。発刊は前シリーズから引き続き学研教育出版より行われた。また本シリーズの終了とともに同社は、学研グループメディア事業を行っている他社と合併して学研プラスへと改組されたため、学研教育出版が受け持った最後のトリシアシリーズでもある。

魔法医トリシアの冒険カルテ
前シリーズ『トリシアは魔法のお医者さん!!』完結時にアナウンスされた後継シリーズ作。2016年3月より第1巻が発行されてシリーズがスタートした。前述の通り、前年に行われた学研グループの再々編のため、本シリーズより発刊元が学研プラスとなる。前シリーズ同様にシリーズタイトルが書名となり、各書籍の独自タイトルはサブタイトルとして扱われている。また「トリシアシリーズ」としての扱いも同様で、学研の公式上では本シリーズも「トリシアシリーズ」のひとつ、とされる。ただし本項目においては前述のようにこれまでの他シリーズとの区別のために別節とする。
トリシアはひみつの魔女
電子書籍で配信されている、トリシアシリーズの最新シリーズ。2020年秋から四巻が配信されている。

## あらすじ

### トリシア先生シリーズ
- 『新トリシア先生シリーズ』および『トリシアは魔法のお医者さん!!』『魔法医トリシアの冒険カルテ』のあらすじも以下に準ずる。

アムリオン王国の市街地にある酒場「三本足の洗い熊」亭。その横にある路地の入り口には、まだ真新しく輝く木彫りの看板があった。
『トリシアの診療所　この奥　患者は人間、動物を問いません 』
看板がかけられた路地の奥は「三本足の洗い熊」亭の中庭。建物に囲まれた場所だが、それでも日差しも差し込む明るい庭。その隅にポツリと小さな小屋があった。そこは独立したての新米魔法医パトリシア、通称トリシアの診療所。彼女は動物たちの「心」が理解できる事を活かし、人間と動物の間に起こるトラブルを解決していく。
いつも賑やかしに様子を見てくれる幼馴染のレンや、師であるアンリ、腐れ縁でトラブルメーカーのキャット、キャットの姉のアム、診療所の家主にして「三本足の洗い熊」亭の女将であるセルマ、アンリとアムとセルマの盟友にして気高き光の種族アールヴの末裔フェリ。そんな彼らに支えられながら、トリシアは決して優しいだけでは解決できないはずの様々な事件に、ただ「心の優しさ」と「それを信じる心」そして「命を守る医者としての信念」で立ち向かっていく。

### トリシアシリーズ
アムリオン王国の魔法学校に通う少女、トリシア。成績は最低。魔法もめちゃくちゃ。しかしある日トリシアは自分にどんな偉大な魔法使いも持っていない力があることに気付く。それは動物と心を通わせる力だった。

## 登場人物
キャラクター初出かつ原作である『トリシア先生シリーズ』を基本とし、必要に応じて『トリシアシリーズ』の設定について触れる。

### 両シリーズ共通の登場人物

#### メインキャラクター
トリシア
本シリーズの主人公。とび色の瞳に茶色の髪の少女。動物と心を通わせる不思議な力を持っている。家族は両親と妹がいたが、幼い頃に妹が馬車による交通事故で死亡。馬車の所持者である貴族は法外な慰謝料で両親を買収しようとしたが、両親はこれに応じなかったために無礼討ちと称して殺害されてしまった。その後は浮浪児（孤児）としてゴミ箱すら漁る野良猫の如き生活を強いられてきた。その後、幼馴染であるレンと再会し、アンリに拾われて彼が開く魔法学校の最初の生徒の一人となる。
本名はパトリシアであり、本来の愛称はパットであるが、これは両親から呼ばれていた愛称でもあり、この愛称を使われると両親と共にあった頃やその死の記憶を思い起こしてしまうため、他者からそう呼ばれる事を何よりも嫌っている。親しい友人にさえトリシアと呼ぶ事を強要し、自らを「パット」と呼んでいいのは自分の「本当の家族」だけだと心の中で強く思っている。
トリシアシリーズでは魔法学校の生徒。怪鳥ロックなど一見恐ろしい生き物とも友達になっている。一番長い間、魔法学校に通っているのだが魔法は苦手で、成績はクラスで一番低い。しかし難しい治癒魔法だけはアールヴの後夜祭で苦しむドライアド達を助けてから、メキメキと上達している。そしてペガサスの子供を命がけで助けてからは医者を志すようになり、魔法学校を卒業し、国一番の医者のソリスの元で医療を勉強している。口と手が同時に出るタイプ。
アンリ先生に憧れており、アンリ先生につりあうようになりたいという理由で三十日の間毎日三つ年をとるという危険な薬を飲もうとしていた（その効果を良く知らなかったからだが）。歌が上手い。
トリシア先生シリーズでは魔法医として独立し、酒場「三本足の洗い熊亭」の裏手に住居を兼ねた小さい診療所を構えている。独立したはいいが、患者がお金を持たない動物や貧民ばかりなので、いつも金欠にあえぎ、診療所の経営に四苦八苦しており、そのためにレンから「おごるよ」などと言われると微妙に弱い。ただ、レンとの食事中に医師として職業の話をしてしまう（鳥の肝臓のパイを食べているときに肝臓病の患者や手術の話をかなりリアリティを交えてしてしまう）など、一種、その手の職業にありがちな感性の麻痺による鈍感さを披露してしまう事もある。また動物も人間も分け隔てなく診療するためにトリシアをよく知らない町の人たちからは獣医と勘違いされており、事故などの救急診療で現場に緊急往診した際には町の人たちから「人間相手の医者を！」を悲鳴を上げられてしまう。
レンとは『急患です！』でキスまでいった仲だったが『奮闘中！』以降では無かった事になっており、レンとの距離が縮まる事に照れと怯えが入るようになる。そのため、これ以降レンとは一歩たりとも関係が進展していない。
精霊たちの伝承に言う「癒しの巫女」にして精霊たちの住まう場所「仙境」において「世界に滅びをもたらす」伝説の存在である事が『大手術！』にて明かされた。そのため精霊たちからは恐れられ疎まれる存在であり、同時に強硬派の精霊たちからその命を狙われ行動を警戒される身の上でもある。
レン
トリシアの幼なじみでトリシアのことが好き。しかし一向に気付いてもらえない。魔法学校では一番優秀な生徒で常識人。暴走しがちな同輩（トリシアやキャット）や後輩（悪ガキ3人組）のツッコミ役。「アムリオンで二番目の魔法使い」を自称し、一番は師であるアンリと答える。アンリから、さらに高度な魔法を学ぶために魔法学校に残っている。しかしトリシアやキャットなどが引き起こす騒動に巻き込まれ、あまり良いところが見せられない。
家族がいないトリシアを守れるのは自分だけだからと、いつもトリシアのそばにいる。また、その決意から本人には嫌がられているのにもかかわらず、彼女の事を「パット」と呼ぶ。
トリシアシリーズでは、トリシアが修行しているソリスの診療所によく遊びに行っている。ある意味で（特に他者の色恋に関しては）トリシア以上に鈍感。
トリシアと同じ孤児だが、その過程はある意味でトリシアよりも凄惨である。トリシアの妹の事故とほぼ同時期、貴族の圧制に反抗した親が反逆罪で捕らえられ、家族揃って炭鉱の強制収容所に送られてしまい、そこでの重労働の果てに流行病に冒されてしまう。両親と姉が苦しむ中で手を差し伸べる者は無く、家族は病の苦しみから死を望むようになり、レンは介護疲れの果てに自らの手で家族のその願い（安楽死）を叶えてしまう。つまり、レンは「自らの最愛の家族を自らの手で殺してしまった」という、深い十字架を心に背負っている。
本名はレナード・ヴァン・デル・ハイト。実はアムリオンの隣国、ヴィントールの豪商ヴァン・デル・ハイト家の一人息子で、母親のタニヤ・ヴァン・デル・ハイトは吟遊詩人イアンと駆け落ちしてレンたちを産んだ。
トリシア先生シリーズでは引き続きトリシアの診療所にひっきりなしに顔を出し、公私に渡る彼女のサポートに奔走しており（ただしトリシア本人にはあいも変わらず迷惑がられているが）彼女とはキスまでした仲となった。
しかし、ヴィントールに赴いた際に祖父のヤチェク・ヴァン・デル・ハイトと出会い、自らの出生の秘密を知る。高齢ゆえに跡継ぎを渇望し、これを強要する（同時にアンリやトリシアを悪く言った）ヤチェクに一時は反発するが、トリシアの説得と「もっと自らを磨いて本当にトリシアを守れるようになる、トリシアとつりあう男になる」という想いから、ヴィントールに残りヴァン・デル・ハイトを継ぐ決意をし、トリシアと別れる。その際には師であるアンリから「卒業」し一人前と認められ友として互いに呼び捨てで呼称しあうことを許された。ただし、その後も必ずトリシアの危機には駆けつけ、彼女を守り続けている。
ヴィントール残留後は急速に商人としての実力をつけ、短期間でハイト家のキャラバンを掌握。同国の貴族であるハル（後述）の大使としての仕事にも随行するようになる。
夕闇（後述）からは「（トリシアにとって）雲間から差す一条の陽の光のよう」な存在と評価されている。
学研版では祖父との邂逅（『魔法のお医者さん!!』10巻）後もトリシアのそばにいる事を選び、仲間たちと共にアムリオンに戻っている。続く「魔法医トリシアの冒険カルテ」からはショーンと共に白天馬騎士団に見習いとして所属し、オニキス・ドラゴンの少年ダッシュと出会った事で彼を相棒に得て、竜騎士（兼、魔法騎士）となるべく将来を定めて修業を積んでいる。
キャット
トリシアの親友。アムリオンの第二王女。本名はプランサス・キャスリーン・オルクシアで、愛称の「キャット」はキャスリーンに由来するもの。そのことを鼻にかけ、傲慢な態度をとる。そのため最初魔法学校で浮いていた。今はなじんできている。トリシア曰く、「今だってかなり傲慢だけど、周りのみんなが慣れたって言うか、あきらめただけ」。最初はトリシアとは犬猿の仲だったが、キャンプでの出来事などをきっかけに親友になる。
幼い頃反乱が起こったときに、反乱を起こした貴族が両親である王と王妃をとらえ、彼女の目の前からさらっていった。両親が死んだと思い心を閉ざし、十二歳になるまでほとんど話すことができなかった。その頃の彼女は死人のようだった。歌はかなり下手。
自身は王族にもかかわらず非常にノリが良い。トリシアやレンに対する友人としての思いは強く、彼らと共に行動するときには皇女としての立場よりも友人としての立場の方をためらいなく優先することが多い。特にトリシアとつるんで悪巧みなどをする場合は姫君としての立場などお構いなしに王族としての権力とコネクションを乱用して暴走しまくる事が多く、その度に2人（特にレン）からツッコミを入れられる。ただ『指名手配中!?』ではその暴走ぶりがトリシアに対して向いてしまい、騒動終結後は深く反省している。元より王族という立場から友人と呼べる気の置けない存在が少ないこともあり、トリシアやレンをはじめとする「星見の塔」の学友たち（特に自分を王女としてではなく一人の友人として見てくれるトリシアとレン）との絆は彼女にとって自身の立場にすら代えることのできない宝物となっている。
性格上、かなりのトラブルメーカーであり、特に『トリシア先生シリーズ』では、自らは何もしていないのに騒ぎを大きくして、トリシア、レンやアンリに「ああ、やっぱりキャットがいた」と言われる。また、年少者であるカナルからは「補欠王女」とまで呼ばれている。

#### サブキャラクター
アム
キャットの姉でアムリオンの第一王女。本名はアムレディア・ド・アムリオン。同性の目から見ても魅力的な、誰もが見ても気品溢れ、また同時に強さも兼ね備える。キャットにとっては憧れであり目標でもある。トリシアとは『急患です！』で初めて顔を合わせており、トリシアシリーズにおいては登場はするもののトリシアと出会う事はない。
かつて、アムリオンが貴族連名の支配に置かれ重商主義的な圧制に苦しんだ時代、アンリと肩を並べて戦い、王権を貴族たちから取り戻した過去がある。そのため、清楚な見た目とは裏腹に非常に活動的な王女であり、キャットと違う点は、その行動力に「思慮」がきちんと加わる事。
実はアンリの実質的な恋人だが、互いの立場の違いがその関係に「待った」をかけている。二人ともかつての戦乱を潜り抜けて平和を築いた過去を持つために、それを壊す事を恐れ、故に互いの関係がその引き金となる可能性を知り、そのためにどちらも行動を起こせないという、ある意味で悲劇的な関係を持つ。
なお、著者が素人時代、最初に執筆したファンタジーのヒロインである。ただし、この作品は商用ベースに乗っていない。
アンリ
ステインアドラーのアンリの二つ名を持ち、セイル・グレイの再来と称えられる、伝説級の魔導師。『星見の塔』をはじめとする「7つの魔法院」を束ねて復興させた。
魔法学校の先生であるため、トリシアたちからは「アンリ先生」と呼ばれる。トリシアと4つしか年が違わないにもかかわらず、国を守る魔法剣士。魔法の天才と呼ばれている。しかし幼い頃は魔法が全く使えず、それが原因で目の前で姉を亡くしている。それから必死で勉強して今の魔力を身に付けたという。王国中の女の子の憧れの的。いつも騒ぎを起こすトリシア達を温かく見守っている。部屋はあまり片付いていない。
アムの実質的な恋人だが、前述の通り、互いの立場の違いが互いの足を引っ張って行動が起こせない。農夫の家柄の出身であるため、その事もアムとの関係においては障害となっている。
アム同様、著者が素人時代に最初に執筆したファンタジーの主人公。
セルマ
トリシアが構える診療所の母屋となる「三本足の洗い熊亭」の女将。トリシアにとっては大家さんでもある。気風のいい性格で、トリシアの面倒を何かと見てくれており、金欠のトリシアの家賃も「出世払いでいい」と待ってくれる懐の深さを持つ。トリシア先生シリーズにおいては、まさしくトリシアたちの「親代わり」の大家である。元は腕の立つ傭兵で、かつての貴族圧制による戦乱の時代はアム・アンリ・フェリと組んで、アムリオンに平和を取り戻す立役者の一人にもなった。なお「三本足の洗い熊亭」はこの3人の行きつけの酒場であり、彼らはアムリオンが平和となった今でも自らの立場を超えた大親友である。
フェリ
「三本足の洗い熊亭」の常連でアンリの親友。本名はフェリノール。神聖なる「光の民」アールヴの長の息子。種族的な特徴から、長旅に出る事も多いが、何かにつけてアンリ、アム、セルマが見守っているトリシアたちの事を気にかけてくれている。
トリシアシリーズでは第1巻『ただいま修行中！』にて登場し、彼女たち魔法学校の生徒たちに夜の森の中を案内している。『急患です！』ではそのときのエピソードを懐かしく語る場面がある。
『魔法医トリシアの冒険カルテ』第2巻「妖精の森と消えたティアラ」にて妹のアルウェンが登場。妹には過保護で甘い兄バカぶりを見せた。
カナル
トリシア先生シリーズ第二巻『奮闘中！』より登場する強気で無邪気で活発な少女。
『狼憑き』と呼ばれるウィルス性の病気である「ライカントロピー（人狼病）」の不活性保菌者（キャリアー）で、感情の起伏（特に興奮）により狼に変身する人狼の少女。保菌者とは言うが、彼女の持つ菌は不活性型であるため、彼女からは従来の媒介（噛み付き、唾液など）によるライカントロピーの他者への伝染は起こらない。
国境周辺の町出身。幼い頃にライカントロピー保菌の野狼に噛まれ、症状を示すようになった。本当に幼い頃の出来事であったため、築き上げられつつあった体の抵抗力が菌に対応して、ライカントロピーウィルスを不活性化させ、体に定着させた。しかし田舎でライカントロピー患者に対する偏見が凄まじかった為、家族ともども町を離れ山奥で暮らすことを余儀なくされてしまう。しかし、これが災いして山賊に襲われ、家族を殺される。
とある伝でトリシアの元に引き取られてからは、実質トリシアとレンの妹分として振舞うようになる。
学研版のシリーズでは長らく登場していなかったが『魔法医トリシアの冒険カルテ』第3巻「夜の王国と月のひとみ」第5章「オオカミをさがせ!?」のエピソードにて登場を果たした。トリシアたちが訪れた荒地の奥に存在する「夜の王国」に迷い込んだ人狼病の少女。詳細は不明ながらも両親とはぐれたために、夜の王国に入り込み、自身が生きるために食料品店を荒らしたために街で「人を襲う巨大な狼」として多少大袈裟な噂となっていた。トリシアたちに保護され、両親を探すためにアムリオンへとついていく。
ヴェルナー卿
トリシア先生シリーズにおけるオープニングに登場する貴族。まともに面倒を見られないくせに、各地の珍しい動物を取り寄せては、管理不行き届きにより逃がして周囲に迷惑をかけて、トリシアにどやされている。結果として事ある毎にトリシアに自らの趣味を邪魔されているが、その一方で本作世界観における貴族階級には珍しく自らの非はきちんと認める人物で、実はトリシアの理解者でもある。『大手術！』においてはトリシアを獣医と勘違いした町の人たちを叱りつけ、トリシアを「アムリオン一の名医」と評して素直に治療を受けるように口添えする場面もある。
『休暇中♥』では、趣味を美術品蒐集にシフトさせたが、トリシアを巻き込んで騒動を起こし、ひどい目にあっている。
トリシアシリーズには出てこないが『まだまだ修行中！』にて「珍しい動物が好きな貴族」と、彼の存在を思い起こさせる描写がある。後に『急患です！』のリライトにより新トリシア先生シリーズにも登場するようになる。
マルテ
トリシア先生シリーズに登場する『トリシアの診療所』の助手兼雑用係。旧シリーズ後期作では専門知識を学びトリシアに助言するなど看護師なみの働きを見せる。『急患です！』のリライトにより新シリーズにも登場する。
貧民街に暮らす乳飲み子を抱える母親で、当初は子どもをトリシアに診せにきた客であった。子どもの命をトリシアに救ってもらったことに恩を感じ、またトリシア自身の勧めもあって診療所で働くようになる。子どもの名前はロッテ。
トリシア先生シリーズでは後にカナルを引き取り、彼女の法上における保護者となる。
サイモニデス
時の楔を超えて万時に存在する究極の魔法使いの1人。ただし本人いわく本物の天才（アンリやセイル）の力の前には児戯に等しいと謙遜する。その一方で自身、時を越え究極となったことにより、一種の世捨て人として存在している。著者の前作『月蝕紀列伝』の登場人物の一人。通常は老人の姿だが、青年にも子どもにも姿（変身魔法とは異なり、変化するのは、自らの本質そのもの）を自在に変化させることができる。
『トリシア先生シリーズ』では『奮闘中！』に登場。幽霊の少女の治療を願い出て、その報酬にトリシアに対して古代の様々な逸話や伝説・知識を授ける（なお、この場面は登場人物を変えて『新トリシア先生シリーズ』の『トリシア先生と奇跡のトビラ！』にある程度だが流用されている。なお該当シーンにサイモニデスは関連を持たない）。
『トリシアシリーズ（新トリシア先生シリーズ）』では『奇跡のトビラ！』に登場。トリシアが貰った『不幸の鍵』（本当の名は『死者の鍵』）の製作者。その本当の使用法と危険度をトリシアたちに伝える。
ディフォーベ
著者の前作『月蝕紀列伝』の登場人物の一人。同作短編集「氷剣悲歌」に登場。歴史（考古）学者で同作の主人公パーティの臨時メンバーだったが、ある遺跡で神獣の不興をかって呪いをかけられ体を玉髄（黄金）にされていた。
『トリシア先生シリーズ』では『トリシア先生、休暇中♥』のプロローグにて初登場。ヴェルナー卿が世界各地で購入した美術品の中に彫像として紛れていたが、トリシアによって「呪いをかけられた人間」である事と「まだ生きている」事が発覚。すぐにトリシアの手で呪いを解かれるが、状況が解らずフレオリックとピュティアの居所をトリシアに尋ねた。状況を理解した時は悲しみに沈むもトリシアに同行。後に『星見の塔』にてアンリの助手となる。
後に『トリシアは魔法のお医者さん!!』の第4巻「動物★びっくりサーカス団！」カルテ4にて、このストーリーがリライトされる形で登場。こちらではヴェルナー卿は絡まず、アムリオン王立学術院の展示室にて遺跡から発掘された彫像として展示されていた。時折ここで竪琴の練習をしていたアーエスの吟じた歌に反応して真珠の涙を流すものだから、彼女の臨時収入源と化していた。トリシアによって生命反応を確認され呪いを解かれる（アーエスは臨時収入が無くなるため、トリシアたちに説得されはしたものの解呪をかなり渋った）。時代に一人取り残された事にかなり悲しむが、レンから夜空の星のひとつに自分と同じ名前がつけられている事を知らされて仲間との絆を確認し、元気を取り戻す。後にアムの口利きにより城の図書館で司書兼古代書の分析員として働くことになる。
ハラルド
『奮闘中！』より登場する、アムリオンの隣国であるヴィントールの大使。ヴィントールの公爵位を持ち、同国の港町ベルラプトンを治める領主で愛称はハル。アンリとは知己の間柄でプライベートな手紙をやり取りするほどの友人。
貴族身分であり大使という重責を持つ身でありながら、本人は気さくな面倒見のよい好青年。地元のベルラプトンでは時折、政務を放ったらかして町中を遊び歩いており、市井の人々とも顔なじみで「領主として」と言うよりも「みんなを守ってくれる近所の兄ちゃん」的な形で民衆から慕われている。いつか国の重要なポストに就き、自国の歪んだ身分制度を改廃させる事を夢に見ている。そのために現在はまず実績を積むことを目的としている。それに絡み実は（国王が定めた）アムの婚約者候補の一人であるのだが、本人には心に決めた人物がおりその気はない。
アムリオン王家の園遊会でトリシアたちと知己を得て、その後はヴィントールに彼女たちを招待したり、ヴィントールに残ったレンの後見人になって専門的な剣技を教えたり、アムと共にトリシアたちに政治的なサポートを行ったりと、何くれとなくトリシアたちの力になってくれている。以上の経緯より、アンリの離脱後におけるトリシアたちの実質的な兄貴分でもある。著者のデビュー作『黄金の鹿の闘騎士』の主人公でもある。
学研版では『トリシアは魔法のお医者さん!!』の第8巻「カンペキ王子のプロポーズ☆」より登場。上記の設定はほぼそのままだが、アムリオンにトリシアの診察を受けにやって来た、ヴィントールの王子ソールの付添いとして登場。王子の従兄として彼の世話を焼く。
ヤチェク・ヴァン・デル・ハイト
ヴィントールで一、二を争う、同国有数の豪商。富士見版トリシア先生シリーズ『休暇中 ♥ 』に登場。レンの実の祖父（母方）にあたる人物。
豪商として強引に商売を広げてきた高慢な人物。後述するヴィントールの文化もあいまって弱肉強食を肯定する人物で、弱い者に手を差し伸べるトリシアやアンリを「世の理を解ろうともせず無駄な事をする愚か者」と蔑む老人。その難ある性格によって、実の娘であるタニヤ（レンの母親）に駆け落ちされている。老境にあって自身の後継人がいないことに気付き、かつて家出した娘を探した結果、レンに行き当たる。老境故にどこか悟った部分もありレンに「魔法使いや医者もいつかは死ぬ」と世の無常を語る部分もある。しかし、その傲慢な性格とトリシアやアンリを否定する態度、さらに老境に至ってなお自らの都合しか考えない物言いからレンに「恩人に対する礼すらも知らない非常識な爺さん」であり「自身の都合で家族を見捨てた」と責められ嫌われてしまう。のちに、トリシアのとりなしで和解し、レンにハイト家の全資産を譲り隠居する。
学研版では『トリシアは魔法のお医者さん!!』の第10巻「ふたりのキズナと船の旅！」カルテ5に登場する。豪商である設定はそのままでヴィントール王家の大臣（貴族）としての立場と公爵位を持ち、ソールの右腕として政務を奮っている。こちらではレンがアムリオン（トリシアのそば）にいる事を選択したため、隠居までには至っていない。

#### 悪役
マイルズ
アムリオンの隣国であるヴィントールの悪徳商人。両シリーズの『急患です！』に登場するがリライトにより扱いが異なる。
『トリシア先生シリーズ』では有害な工場廃液を川に垂れ流す染色工場のオーナー。この廃液でアムリオン市街地に治癒魔旋律も効かない公害病が蔓延して死者が続出しトリシアの逆鱗に触れる。かつての貴族圧政による犠牲者である孤児たちを甘言を弄して集め、苛烈な児童労働をさせていた。当初は40人いた子どもたちが13人に激減し、その実態をなんとか外部に伝えようとした子どもを見せしめになぶり殺し、法廷ではほかの子どもたちの命を盾に自身の工場で働く子どもの1人に偽証させる。そして兵士の増強に有用となる違法な麻薬を精製してアムリオンの敵対国に売り捌いていた事が露見し、アムによって裁かれる。
『トリシアシリーズ（新トリシア先生シリーズ）』ではヴェルナー卿に希少動物を密輸して売りさばいた小悪党。それ以上の事は行っていないが、アムによって受牢の身の上となる。しかし後におしゃべりフクロウ（後述）の手引きにより脱獄。以降はその恩義から彼女の子分その1として悪徳商人としてのコネクションを使いおしゃべりフクロウを支援する事となる。
ロデリック
アムに恨みを抱くアムリオンの貴族。本名はロデリック・ホーン。『急患です！』に登場。マイルズの支援者。リライトにより扱いが異なり、その立ち位置はほぼ正反対のものとなっている。
『トリシア先生シリーズ』では染色工場の出資者。マイルズの非道や行いを支援し、アムリオンの弱体化を狙った。かつての貴族圧政の折に圧政を布いていた貴族の中心人物の1人であり、自身から権力を簒奪したアムやアンリを深く恨んでいる。「貴族が民をしいたげて非道な行いをするのは、貴族が外国の脅威から民を守ってきたからこその当然の権利」と主張し反省のかけらもない。さらにはトリシアの妹を轢き殺し両親を惨殺したトリシアの家族の仇である。トリシアは作内でそのことを思い出し発作的に魔旋律を用いて彼を殺そうとするもレンに止められる。最終的にはアムに捕縛されトリシアの家族の一件も含めて裁かれる事を通知されるも、平民を殺した罪で死罪になるくらいなら、と自ら貴族として自害に至る。
『トリシアシリーズ（新トリシア先生シリーズ）』ではアムに無実の罪を着せられて追放されたホーン家の嫡男。ホーン家は貴族圧政の中でもアムリオン王家を正統の王権者として戴き、アムの挙兵の際には真っ先に馳せ参じてその支援を行った。しかし平和な時代になるとそれが災いして家族もろともに暗殺の対象となったため、やむなくアムの手によりホーン一族を守るため貴族圧政の中心にいたことにされ、無実の罪により一族もろともに追放の身の上となる。しかし彼自身はそんな裏事情はまったく知らされず、一族に無実の罪を着せたアムを深く恨んでおり、その復讐のためにアムリオンを混乱に陥れんとマイルズの密輸に手を貸す事となる。アムとアンリに真実を告げられて誤解が解けた際には涙を流して反省し改心。おとなしく刑を受け入れてアムに深い忠誠を誓うこととなる。

### トリシア先生シリーズのみに登場する人物
ビアトリス
『奮闘中！』より登場する奴隷身分の少女。ハラルドに仕える闘騎士。闘騎士同士をチームを組ませて命がけで闘わせる競技「メレ・ルージュ」のチーム・バナレット（監督兼キャプテン）として他国の貴族たちにも名が知られている。愛称はベッツ。
ヴェルナー卿が引き起こした騒動によりハロルドに先立ってトリシアたちと知り合いになる。本人いわく「闘うことが専門」であるためにテーブルマナーや作法は苦手で、18にもなってナイフとフォークが、なかなか使えない。生まれゆえの不遇のためにガサツで強気ではあるが、その実は心優しい女性でもある。
ハラルドの実質的な恋人ではあるが、アムとアンリ同様、自らの出自がその関係に待ったをかけており、ヴィントールではそれが社会的な拘束力を持つが故にアンリとアムよりも状態は深刻である。『黄金の鹿の闘騎士』のヒロインでもあり、ハルとともにトリシアたちの姉貴分としても心強い存在。
橋の少女（はしのしょうじょ / 本名不詳）
『大手術！』に登場したトリシアの患者。大レーヌ川にかかるリュタン大橋の崩落事故に巻き込まれ内臓破裂と複雑骨折を起こし、事故現場においてトリシアの診察を受け処置される。しかし後に事故現場で細菌感染を起こしていた事が判明。劇症・重篤化しトリシアの診療所に運ばれるも時すでに遅く敗血症・心筋炎・心筋梗塞を引き起こして死亡する。
本人は「診療所に運び込まれて延命処置された事で両親と別れの挨拶をする事ができた」とトリシアに感謝して逝くが、この少女の死は後のトリシアの心に深く突き刺さり、トリシア自身も「細菌感染を見抜けなかった事で患者を殺してしまった」として、一時的に診療不能にまで自らの心を追い詰める事になる。その一方でトリシアに「自らのミスによって死者が出たとしても、それを乗り越え糧にして、さらなる多くの命を救うこと」を本当の意味で自覚させた存在とも言える。
夕闇（ゆうやみ）
『大手術！』より登場する本名不詳の剣士。「夕闇」の名はトリシアが彼の瞳が時折見せる表情の色から呼称する通称。
トリシアが幼い頃から見続けてきた夢に出てくる「導き手」に良く似た容姿を持っており、それゆえにトリシアの興味と好意を強く深く惹きつける事となる。それに危惧を抱いたレンから（ほぼ一方的に）ライバル宣言されている。
剣の腕は抜群。料理の腕も一流（店に出せるほど）。
その正体は仙境の妖精たちから派遣された「癒しの巫女」の守護者にして監視者。表向きはトリシアを監視して仙境に害を及ぼさぬ（場合によっては始末する）ように行動する存在だが、彼自身は「癒しの巫女」は世界を救うための存在と信じているためにトリシアを守るために行動している。
実はトリシアを幼い頃から守護しており、姿を見られた時にはその記憶を消して対処していた。彼がトリシアを直接守護するのは「トリシア自身の生命に真の意味で危機が訪れたときのみ」に限られており、トリシアの周囲の人たちに危害が及んでいるケースでは行動を起こせない。
キカ
仙境よりやってきた妖精。『大手術！』より登場。こちらは夕闇とは異なり純粋なトリシアの監視役であり、同時に夕闇の監督者でもある。
性格は危険なほどに真っ直ぐで、嘘や隠し事はふとしたきっかけで片っ端から叫んでしまうためにできない。ある意味、天然の大ドジ。威勢と気風は良いが口は悪い。
仙境の女王の部下であり、その命によりトリシアを監視している。「自分みたいなハンパ者でも認めて大切にしてくれる」ため女王を心から慕い、その言に基づき行動している。トリシアを本気で自分たちを滅ぼす存在だと信じきっており、その存在にはかなり否定的。しかし、とある出来事から自らの命を他ならぬトリシアに救われ、その価値観に揺らぎを生じさせながらも、かたくなにトリシアはいつか世界を滅ぼすと考えて監視を続けている。
ヴァリアン
アムリオン王国の北方に在するゼノウィリア王国の第一王子。呪波であらゆるものを操り、時に人間の意志すら奪って人形と化す禁忌の魔法「魔声術」の使い手。極端な優生論者であり戦争必要論者かつ弱肉強食論者。恒常的に戦争を引き起こしコントロールすることによって貧困層や犯罪者を無理やりにでも戦争の最前線に送り込み「人間を積極的に間引く」事が「国を支えるための正義」と説く危険な男。そのために世界大戦を引き起こすことを画策し暗躍している。
世界が存続するためには生命や感情は無価値であり不要なものであると断じ、むしろ積極的に排除すべきとしている。そのためトリシアの考えを真っ向から否定し、彼女の価値観を愚かと嘲笑う。また自らの頭脳の中にはそれを実現させ一千年の永きに渡り世界を繁栄させる、あらゆる手段があると嘯く。
強大な軍事力を背景にアムリオン王国そのものを人質としてアンリの引き抜きを画策。アムとアムリオンの人々を苦しめたくないアンリはやむなくトリシアたち「星見の塔」の子供たちに後を託して、これを受け入れる。

### トリシアシリーズ（新トリシア先生シリーズ）のみに登場する人物
ポム
トリシアの元にいる青い毛玉のような獣。弱っているところをトリシアが治療した。トリシアの初めての患者でもある。
青く、丸い外見からは見当もつかないが、ドラゴンの子ども。トリシアが、動物の治療にあたるための自信を付けた、きっかけともいえる大切な友達。とは言うものの子ども特有の背伸びがちな生意気さが目立ち、よくトリシアたちに対して減らず口を叩く。
アーエスに気に入られ、出会うたびに肉球を触られる（本人は嫌がっているが）。
ソリス
トリシアシリーズ第二巻『まだまだ修行中！』より登場。アムリオン一の天才医師と呼ばれる女医で、トリシアの医学・医術・薬学の師匠。腕は確かだが、生活態度は最悪。代々医者の家系で、自らも「門前の小僧習わぬ経を読む」状態であった事から、師匠としての才覚もほぼゼロ。そのため「師の技は見て盗め」と職人気質な事を言い放ち、医術をきちんと教えるような事はせずにトリシアをこき使っている。
医者だが（人間以外の）生き物が苦手。幼い頃に魔法使いを名乗る詐欺師に騙された過去を持つため、魔法も毛嫌いしている。しかしアンリに気があるらしく、トリシアの修行も基本的にはアンリに頼まれたから引き受けたと言うだけのものである。基本的にガサツで大雑把であるため、そういう意味ではトリシアと良く似た性質・性格の持ち主。
なお、トリシア先生シリーズには、トリシアが既に独立済みとされてあるため出てこない。ただし新トリシア先生シリーズには折に触れて登場する。
おしゃべりフクロウ
トリシアシリーズ第四巻『指名手配中!?』に登場する怪盗。怪盗として登場する際にはマスクをかぶっている。変装などの必然によりマスクを外すこともあるが、その素顔はトリシアにうり二つという（トリシアにとっては）この上なくはた迷惑なドロボウ。トリシアからはいつも名前を間違えられ、それを怒るのが定番ネタと化している。
アムリオンが貴族圧政の時代に孤児となり、辛酸を舐め、生きるために盗みに手を染めて怪盗となった。その意味ではアンリ先生に拾われなかったトリシアとレンと言うことも出来る、実質トリシアやレンにとってはまさしく鏡そのものの存在。
自分をここまでの境遇に追い込んだ世間を恨み憎み、最後にはアムリオン王家の宝物庫を狙うが、肝心の宝物庫は貴族圧政から国を立て直すためアムの手によって中身を完全放逐され、圧政の被害者を救済するために使われたことを知る。しかし、それを知らされてなお長年の辛苦の果てに培われた捩れた根性は治る事無く、自分以外の存在を排除するため禁呪に手を出し瀕死に陥りトリシアに救われる。
その後は自分に情けをかけたトリシアを逆恨み。遠方へと逃亡するが『最後の診察!?』で再びアムリオンへと舞い戻り、トリシアの前に立ちふさがる。なお、トリシアに救われてからは少しだけ義賊めいた行動をとるようにもなっている。
セドリック
ショーンの友人である貴族のお坊ちゃん。ナルシスト。アムリオン一の目立ちたがり屋とも表現される。トリシアに惚れて言い寄るようになるが、いまいち決まっていない無様な有様を見せるギャグメーカー。基本的に「策士策に溺れる」タイプ。神出鬼没で、意外な場所から現れる事が多く、そのうえ性格が災いして騒動を大きくするキャットを超えるトラブルメーカーでもある。
ソール
学研版『トリシアは魔法のお医者さん!!』8巻「カンペキ王子のプロポーズ☆」から登場する、アムリオンの隣国ヴィントールの王子。ハルの従弟にあたる。
幼い頃に呪いを受けてしまい、その解呪のために世界中の名医を当たった末に、トリシアの元を訪れた。トリシアの優しさに触れ、彼女に惹かれ、過剰なスキンシップと共に口説くようになり、レンをやきもきさせる。のちにレンとはトリシアを巡っての決闘の果てに友誼を結ぶことを約束した間柄となる。
10巻で自身の右腕であるハイト公爵（ヤチェク）と彼の家の今後を憂い、そのためにレンとヤチェクを会わせた。
『魔法医トリシアの冒険カルテ』4巻「飛空城とつばさの指輪」にも登場。レンに1対2振の片手剣を「君に合う武器」として届けた。
ダッシュ
『魔法医トリシアの冒険カルテ』第1巻から登場するオニキス・ドラゴン（黒竜）の少年。本名はダシール。同種族の唯一の生き残り。オニキス・ドラゴンは人間の都合により衰退・絶滅してしまった種族であり、その事から人間を深く恨んでいた。また種族唯一の生き残りである事から、他種族のドラゴンたちからは腫れ物に触るような扱いをされていたため、他者を信じる事を学ぶことができずに苛立ち、その事もあり周囲に害意を抱き当たり散らす行動をとっていた。
アムの命令でドラゴンの谷を訪れたトリシアたちを見つけて襲い掛かり、レンとの一騎打ちを受ける。その戦いの中で自らの境遇を吐露してレンを倒そうとするが、事情を聴いたレンがダッシュのために、また滅んだオニキス・ドラゴンたちのために、共感の涙を流してくれた事で、自ら人間に対するわだかまりを解いて「自分の負け」とし、レンとの戦いを放棄。レンと友情を交わす。
ドラゴンの谷の騒動が収まったのち、レンについて来てアムリオンに居着くようになる。アムリオンでは白天馬騎士団にレンの友人にして相棒たる騎竜見習いとして所属している。しかしレンとの騎竜訓練では年若く未熟であるためにパワーや行動の調整がうまくいかず、ことある毎に町の何かを壊しレンともどもにケガをしてはトリシアに治療される羽目に陥っているため、結果としてトリシアの頭痛のタネにもなっていたりする。
ステラ
『魔法医トリシアの冒険カルテ』2巻「妖精の森と消えたティアラ」より登場する女性商人。妖精の森の至宝のひとつであるティアラが盗まれた事件が起こった際、人間に疑いをかけられた事から、それを晴らすために森へと赴いたトリシアたちの前に道に迷った商人として登場。迷い人である事を理由にトリシアたちに随行した。普段より穏やかで、のほほんとしているが、多少、状況を読まない天然な（逆に状況を読んではいるが事態を引っ掻き回すためにあえて読まない行動をとる）部分がある。
その正体は盗まれたとされた「妖精の森のティアラ」そのものであり、ステラとしての姿はその化身。いにしえの妖精王が自らの代権の証として作り上げた、妖精王のアイテム。ティアラとしての能力は、所持した当人がそれを望めば全ての妖精たちを所持者の意の下に従わせることができること。また自らの知る者に変化する力も持つ。そのためにティアラを巡り争いが巻き起こり、フェリの父が誰にも手を出せないように封印を施す事で争いを収めていた。だが、それで大規模な争いこそ収まったものの小競り合いや冷戦は止むことが無く、それに嫌気がさし、あえて妖精たちを試すために自ら姿を消した事が事件の真相。
騒動の終結後、自らの管理者（＝妖精たちの争いの調停者）をトリシアに定め、彼女の装飾品としてトリシアの頭の上に頂き彼女を守護する事となった。姿を不可視のもの（透明）にする事も出来るため、普段は他人には見えない透明なティアラとしてトリシアの頭の上にいる。だが、必要な時（自身が交渉事などをしなければならない時など）にはトリシアの頭から降りてステラの姿を見せる事もある。

#### 悪ガキ三人組
『先生になる!?』から登場する準レギュラー。トリシアたちが卒業した後の「星見の塔」の後輩で現役の生徒たち。トリシアがアンリ先生の代理でレンと共に授業を受け持った時の教え子にもなるが、その時に3人はトリシアの魔法使いとしてのダメさ加減を嫌と言うほど思い知っているので、彼女に対する（先輩ないしは教師としての）敬意はまったく無い。一方でそれぞれ家庭の事情によって抱えてしまった問題をトリシアによって解決してもらった恩義があり、そのために時折憎まれ口を叩きながらもトリシアを友人として慕い、一人の人間として尊敬している。
ショーン
アムリオン王家に仕える騎士の家系サクノス家の四男。本名はショーン・サクノス・ド・レイバーン。
騎士の一族として誇り高くあらねばならないと、間違った身分主張と高慢な気位の高さを見せていた問題児。しかし、その実は草花と詩を愛し、常に星見の塔の花壇の世話を欠かさない、心優しい少年。しかし騎士としては女々しい禁じられた行為と自らの行動を恥じ、ひた隠しにしていた。後にベルとアーエスにこの趣味を知られて2人からは「乙女少年」と通称・揶揄される。
一方で限定的ではあるが趣味がばれたことで肩の荷を降ろして素で接する事のできる相手が出来たことで、トリシアたちに対してはかなり砕けた態度をとるようになった。草花が好きなことから「植物の成長促進と強化」の魔法を体得する。
後に家事や裁縫、服飾デザインのスキルも持ち合わせ研鑽している事も明らかになり、騎士としての能力はともかく、その乙女スキルは一足飛びの成長を続けている。
前述のとおり武門の名の優れた騎士家系の四人兄弟の末っ子で、兄たちはそれぞれに一人前の騎士として名を馳せている為に、それがコンプレックスとなっている部分がある。騎士として家の仕事を割り振られたときにはその重圧のためにストレス性の胃炎を発症するほどで、武門の騎士には向かない繊細なまでの神経を持つ。
公式ウェブサイト上の外伝で「トリシアの診療所」薬草園（とはいえ花壇に近い小規模のものだが）の築園を依頼され『魔法のお医者さん!!』シリーズでは築園された薬草園の管理を行っている。
ベル
アムリオンで1、2を争う豪商の娘。かつては名家・豪商の子どもたちが通うアリエノール学園に所属していたが、後述の事情により退学し、星見の塔に転校した。
豪商の娘であることから気位（プライド）が高く、ことあるごとに（親の）財力を振りかざす困った少女。実は半妖精（母がローンというアザラシの毛皮を使って変身し擬態する妖精の一族の出身）であるために自身の血筋に対してすさまじいコンプレックスを持ち、それを隠すために前述の行動に出ていた。以前にいた学校を辞めたのも、この血筋が学園側にバレて事ある毎に「妖精の娘」と揶揄された事に起因する。
レンが好みのタイプであるらしく、事ある毎にレンにアタックしてはトリシアを不機嫌にさせる。一方のレンは後輩を邪険に出来ないために弱り、一方でなぜベルが自分に積極的なのか、またなぜトリシアが不機嫌になるのか、その理由が全く理解できずに困惑し続けている。
その血筋から変身魔法に素養を持ち、トリシアの仲介により母の愛情を知り、血筋のコンプレックスを克服して魔法を会得した。
実は豪商、とは言うものの、その財は彼女の父一代で成したもの。そしてベルの父は、実は貴族圧政時においては私掠船の船長（すなわち元海賊）だった過去を持つ。元々は海賊であったがゆえに貴族圧政時においては貴族連盟・商家側ではなくアム側につき、彼女の許可の元で私掠活動を行っていた。その際にアムによって許可されていた私掠報酬がベルの家の財産の元となっている。後にそれを知ったベルは驚愕する事になる。
アーエス
事ある毎に毒舌を吐く少女。非常に厭世的であり、そのために周囲から距離を置かれていた。人をまぜっかえして喜び、時折、頓狂な言動も多い。
南街区の貧民街の出身で星見の塔の寄宿生。怪我で働けなくなった職人の父親を持ち、兄弟は小さな弟二人と乳飲み子の妹がいる。母親は父親の代わりに仕事に就いており夜遅くまで働いている。アーエス自身もアンリに保護され星見の塔に入るまではアリエノール学園の近くで花売りの仕事をしていた。その花はサクノス家の花壇から無断で盗んでいた（後にショーンが事情を知り改めてアーエスに売るための花を選別して譲るようになる）ものであった。そのためベルおよびショーンとは星見の塔に入る以前からの知人でもある。
生活苦から両親によって奴隷として闇商人に売り飛ばされそうになったのをベルとショーン（と、アンリ）に助けられた。その際に父親から口減らしに「ウチの子じゃない」と拒絶されたために星見の塔に入ることとなった。厭世的で毒舌な性格は、この名残でもある。
実はかわいい物好きで、歌を好み、その腕前はかなりのもの。後に歌によって発動する魔法である「呪歌」を会得した。このことによって将来を吟遊詩人と位置付けて努力している。

#### 白天馬騎士団
アムリオン王国に在する騎士団の一つで、サクノス家が王家より委託管理を任されている。トリシアに味方してくれる騎士団の一つ。
騎士団長（サクノス団長）
白天馬騎士団の団長。ショーンをはじめとするサクノス四兄弟の実父で、クセのある息子たちを心から愛しながらも、その対応に苦慮する苦労人にして人格者。
シャーミアン
白天馬騎士団の副団長。サクノス団長を補佐し、実質的に騎士団の実務員を束ねる立場にある女騎士。しかし、それだけにサクノス家の兄弟に関して、とんでもない迷惑を直接かぶる立場にある、ある意味では騎士団長以上の苦労人。騎士団の副団長だけあり、常に気高く厳つい長身の美丈夫で実力も一等、飛び抜けているのだが、組織を束ねる者としては生真面目に過ぎ、搦め手を得意とするサクノス家の上の兄弟たちには翻弄される事が多い。
実は副団長まで、のし上がってきた実力と、その厳つくもある意味では女性としてはきつい性格にコンプレックスがあり、その反動として可愛いものが大好きである。騎士団のプライベートの自室には隠し押入れがあり、フリルドレスやファンシーなぬいぐるみが大事にしまってある。しかも手持ちのぬいぐるみ一体一体に、すべてファンシーな名前を付けているという、プライベート上では乙女チックな女性でもある。その素はサクノス家の兄弟たちにはバレてはいない（表向きには）ものの、完全に見抜かれて（実質としてはバレているも同然）おり、いつもその部分をネタにされている。
アンガラド
騎士団の医療を担当している医師。黒髪の長髪が美しい女性だが「目が完全に死んでいる」とまで形容される異様な人物。時に騎士団の人員で新薬の臨床実験（無許可で予測が不可能である過激で危険な人体実験)をやらかそうとするマッドサイエンティストでもある。そのため騎士団メンバーの全員に怖れられており、それは「アンガラドに診てもらうならば、トリシアに診てもらった方がマシだ」とまで絶叫する人物まで出て来るほど。その一方でトリシアにとっては貴重な医者仲間でもある（マッドな部分に関してはトリシアも引いている）。

##### サクノス3兄弟
騎士団長の息子たちにして、上述されたショーンの兄たち。本来はショーンを含めてサクノス4兄弟なのだが、ショーン自身が若輩で騎士団に入れない事や、それを理由に知名度が全く無いために「三兄弟」として通っている（これがショーンのコンプレックスや間違ったプライドの原因にもなっている）。3人ともショーンに対する愛情はあるものの、騎士家としての誇りも強く持っているために、ショーンに対する愛情のかけ方を間違っている兄たちと化している。
ブリアモンド
サクノス家長男。（上層部であるシャーミアンや団長を除外すれば）騎士団最強とも噂される、騎士の中の騎士。長男としての高い意識を持ち、心から誇り高く、自分にも他者にも厳しい。しかし、この他者にも厳しい部分が大問題で、他者の事情や適性を勘案しないために誰も人がついてこない（もしくは、これない）人物だったりする。これはショーンに対しても同様で、本人はショーンに背中を見せて「ついてこい」と言っているつもりなのだが、ショーン自身はその背中が大きすぎて時に自らを阻む壁にすら見える事がある。その事に気付いてからは、逆にショーンに対して「騎士には向いていない」と見限るような行動をとる。本人は危機から遠ざけてショーンを守っているつもりだが、ショーン自身には「自分（ショーン）は役立たずだ」といじけてしまう原因を作っている。
リュシアン
サクノス家次男。騎士の身分を隠して各地を回り、情報を収集する役目を持ち、その隠れ蓑として吟遊詩人の顔を持っている。呪歌を得意とするアーエスの歌の師匠でもある。情報に関わるという特性から物事を斜に見て構えやすい性格で、きつい皮肉屋である。特にショーンに対しては「強くなってほしい」という思い（いわば愛情）から厳しく接しているのだが、従来の皮肉屋の性格が災い。ショーンに対して人を人とも思わぬ罵詈雑言を並べ立てて心をへし折るマネを何回も何回も行っている（そして本人はその事に気付いておらず、むしろそれで心がおられたショーンを情けなく思いつつも、さらに鍛えたいと考えて厳しく接するという悪循環に陥っている）。
エティエンヌ
サクノス家三男。騎士団でものほほんとしており、遊んでばかりで気が付けばどこかにいなくなっている（本人はサボりを公言している）ため「普段何をしているか解らない」と言われている人物。だが、その実は国益にそぐわぬ団体（盗賊団や他国のスパイ組織など）に潜入して内部壊滅工作を行う遊撃騎士（いわゆるスパイ）である。
普段の目に見える言動からショーンからは実力を疑問視されているが、その実、彼自身にとってはショーンの存在は（汚い仕事をしている自分にとって）一種の癒しであり、兄弟の内ではもっともショーンに対する愛情を前面に押し出してくる。ただし、これがほとんどスキンシップを伴うショーンの修行の邪魔と化している部分があり、可愛い弟（ショーン）には心からウザがられている。そしてショーンには「（ショーンにはショーンのいいところがあり、今でも十分心は強いから、体が）強くならなくてもいい」「（自分は汚れ仕事ばかりで、騎士団に入れば、そういう仕事もやらなければならないことだってあるんだから）騎士団になんか入らなくてもいい」と公言しているため、彼のコンプレックスを逆なでしまくっている。

### 本編には登場しない主要人物
僕（南房秀久）
学研版の「あとがき」に登場する人物。「あとがき」のみ彼の一人称や思い出の形式で語られる。時に「あとがき」にて本編の後日談的な内容に触れる事もある人物。
魔法使いではないようだが、本来ならば高位の魔法使い（アンリを含む）でも難しい「次元を超える手段」を有しており、時折トリシアたちの世界に遊びにやってくる異世界人。アンリの友人で「三本足の洗い熊亭」の常連客でもある。またアンリたちを通じてトリシアたちとも仲がいい。公式ウェブサイトではQ&Aコーナーにおいてインタビュアーを務める。

## 用語
アムリオン王国
本作の主舞台である王国。大陸南方に位置する内陸国で大陸南方五大守護国家のひとつ。国名と同じ名を冠する都市アムリオンを首都とする。本作の数年前に一部貴族たちによる反乱と王権の簒奪が起こり、一時内乱状態にあった。また内乱時代は王権を簒奪した貴族たちと商人たちが深く手を結び重商主義政策および経済を回す事により苛烈な圧制が布かれ貧富の差が拡大。資本を持たぬ者や貴族たちに対抗する者たちは言論を封殺され奴隷身分にすら落とされる事もあるという恐怖政治が布かれていた。最終的にアムたちが王権の正統を取り戻したことで事態は収束して善政が布かれるようになるが、傷跡は国中のあちこちに今も残っており現在も国を苛んでいる。また、それゆえに国力もまた確実に衰えており、その疲弊状態は万が一にも他国との戦争状態に突入すれば、時を置かずして侵略・蹂躙の憂き目に遭ってしまうという試算が出てしまうほど。
五大国家（大陸南方五大守護国家）
本作の舞台となる大陸の南方に位置する五つの国家。互いが互いに対して軍事同盟と不可侵条約および通商条約を結び共存している。参加国家はアムリオン、ヴィントール、レミュザン、ティルダニア、ゼノウィリアの五国。元々はアムリオンおよびティルダニアの北にあるヒュオン山脈の北に存在するという北方帝国に対抗するための軍事同盟国家群。
ヴィントール王国
アムリオンの南方に位置する隣国。両国を隔てる山脈近辺を国境とし、海に面し港湾を持つ海洋貿易国。ハルとビアトリスの故国でありレンにとっても自らのルーツ（両親の故国、祖父の在住所）である国。首都は河(運河)に面した王都ジズラン・テル・ヴァンテ。貿易国であるがゆえに、その政治は重商主義に重きを置いており、かつて（王族放逐・貴族圧政時代）のアムリオンほどではないにせよ、貧富の差と身分制度が五代国家の中では苛烈な部類に入り、奴隷制が合法化されている。特に王都には闘技場が存在し、そこで娯楽として奴隷同士を命がけで戦わせたり、猛獣をけしかけて弱い生き物を惨殺させるような（弱肉強食を当然として受け入れる）文化が根付いているため、アムリオンでは民度の劣る（野蛮な）国として軽蔑される事も多い。ただし海洋国であるために海を主軸とした景観には定評があり、多くの国から観光客を受け入れている描写もある（もっとも『トリシア』の世界観では、旅行という行為そのものが貴族や豪商の娯楽であり、庶民には一生出来ないという珍しい行為なのだが）。
一方で主産業である海洋貿易を背景とした財力と、弱肉強食の文化に裏打ちされた軍事力は、大きな説得力のあるものとなっており、五代国家の中でも随一の経済力とゼノウィリアに次ぐ軍事力を備える。ゆえにヴィントールに住む者にとっては「命は生まれた時からそのランクが決まっており、強者が弱者を踏みにじるのは当然の権利である。医療等も生まれによって受けられるランクが異なる」「あらゆる物事が自己責任の元に成されるべきであり、助け合いは（自己責任を超える行為であり個人に対する甘やかしにつながるため）無意味である」という考え方が当たり前になっており「弱者は常に虐げられることが当然であり、それ（弱者は弱者として虐げられる事、上昇志向を持たない事）こそが生きる者にとっての幸せである」という価値観が半常識化していたりする（それをよしとせずに自領地で善政を施こうとするハルらは少数派の部類にあたる。また、のちにこの「常識」はヴィントールの医師たちによる貧民への医療拒否問題につながり、トリシアの逆鱗に触れた）。
こういう文化に根差した国であるため治安が悪い。そのためヴィントールからの犯罪者がアムリオンに時々流れてきて、問題になる事もある。
王都には公衆浴場などの湯を張った風呂に入る文化がある。
魔法
本作における魔法は呪文となる「魔旋律」を用いマナに相当する波動である「呪波」を操ることで現象を顕現させている。また魔法は用途それぞれに適正があり（全ての用途に適性が無いために魔法が使えない者も存在する）適正外の魔法を使用するにはかなりの努力と苦労を伴う。また身につけたとしても適性外の魔法には繊細な集中による魔旋律による呪波の操作が必須。トリシアが医療系の魔法に特化して適性を持ち、他の日常系魔法や攻撃・防御の魔法を使用すれば暴走するのもこのため（もっとも本人の集中力の問題もあるが）である。
星見の塔 / 時の魔法院
遥かな太古に存在したという「7つの魔法院」のひとつで時の魔法を司る魔法院だった。現在は魔法院を復興させたアンリの手により「星見の塔」と名を変え孤児たちや貴族の子弟に一般常識や魔法他の専門知識を教えるための学校となっている。主人公たちの出身校。トリシアたちの世代が最初の卒業生となる。
癒しの御子
分け隔てなく生命の声を聞き取る能力 をもつ伝説の巫女。その能力は神から与えられた奇跡の能力であり魔法ではない。あらゆる生命を癒す事が出来る上にそのために必須となる力に対して適性を持ち、生命という一個の存在に対して真摯に対峙する高潔なる精神を併せ持つ者。その一方で魔導自律兵器などの「心を持たないモノ」に対しては、その能力を発揮する事ができない。一方で精霊たちの住まう場所「仙境」においては「神の使い」として「仙境の終わり（滅び）をもたらす存在」とされる。
妖精
自然の精の働きによって生まれた（ないしは神によって創られた）自然の管理者とも言える存在。精霊（後述）状の姿を持つ者や、人間ないしは亜人間の姿を持つ者、動物の姿を持つ者、もしくは何らかの要因でそれらの姿を擬態して複数の姿を取る能力を持つ者など、居住区や種族歴・習性などにより様々な形態が存在する。
時に精霊と混同されるが、本作の世界観では後述の通り、両者は明確に区別される。
精霊
かつて神に逆らい、その怒りを買ったため、自らの真の姿を奪われたとされる、アールヴの一部分の一派の子孫たち。一部は人間たちの生活圏やアールヴの森、精霊の森で他の存在を避けるようにひっそりと暮らしており、他の生き物たちからは「神の反逆者」「神に逆らった犯罪者」として苛烈な差別を受けている。
だが、そうした精霊たちは、全精霊の中ではほんの一部分。ほとんどの精霊たちは神によって定められた「監獄の地」である「仙境」で暮らしており「癒しの巫女」の出現によりその「唯一生存を許された場」すらも奪われることを非常に恐れている。
仙境
精霊たちの住まう場所。神によって精霊たちが押し込められた「監獄」の地。「癒しの巫女」がその存在に終焉をもたらすとされる。
前述の通り、この伝承には2通りの解釈があり、これは仙境が「神の監獄」である事に所以する。すなわちそれは「仙境に滅びをもたらすこと」すなわち「精霊たちの罪が許され、彼らが本来の姿を取り戻して自由になる事を意味するという解釈」と「精霊たちの安住の地となった仙境すら、神の使いである癒しの巫女によって蹂躙され、その命を奪われるという解釈」の2通り。そして仙境での解釈は後者が圧倒的なものとなっている。一方で前者の解釈を捨てきれない者も僅かにいるため、そうした一派は何としてもトリシアを守ろうと動いている。

## 既刊一覧

### トリシア先生シリーズ
| 巻数 | 書名                     | 初版発行日（発売日）       | ISBN          | 備考                                                                         |
| ---- | ------------------------ | -------------------------- | ------------- | ---------------------------------------------------------------------------- |
| 1    | トリシア先生、急患です！ | 2000年6月25日（同日）      | 4-8291-2972-7 | のちに学研版において『トリシア先生、急患です!!』としてリライト               |
| 2    | トリシア先生、奮闘中！   | 2002年11月25日（11月14日） | 4-8291-1313-8 | のちにカルテ1の一場面が学研版『トリシア先生と奇跡のトビラ!』にて一部リライト |
| 3    | トリシア先生、休暇中♥    | 2004年9月25日（9月20日）   | 4-8291-1459-2 | のちに学研版『トリシアは魔法のお医者さん!!』にて一部適時分割リライト         |
| 4    | トリシア先生、大手術！   | 2005年4月25日（4月19日）   | 4-8291-1512-2 | 事実上の最終巻。未完結。                                                     |

### トリシアシリーズ
| 巻数 | 書名                       | 初版発行日（発売日）     | ISBN              | 備考                                                                    |
| ---- | -------------------------- | ------------------------ | ----------------- | ----------------------------------------------------------------------- |
| 1    | トリシア、ただいま修業中！ | 2004年2月19日（1月29日） | 4-05-202060-X     |                                                                         |
| 2    | トリシア、まだまだ修業中！ | 2004年7月22日（7月8日）  | 4-05-202114-2     |                                                                         |
| 3    | トリシア、先生になる!?     | 2007年3月28日（3月15日） | 978-4-05-202766-6 |                                                                         |
| 4    | トリシア、指名手配中!?     | 2008年3月6日（2月28日）  | 978-4-05-202929-5 | 修業中シリーズの最終巻。 以降、シリーズは新トリシア先生シリーズに継続。 |

### 新トリシア先生シリーズ
下表巻数項目の括弧内数字はトリシアシリーズからの通巻数字。
| 巻数  | 書名                         | 初版発行日（発売日）      | ISBN              | 備考 |
| ----- | ---------------------------- | ------------------------- | ----------------- | --- |
| 1(5)  | トリシア先生、急患です!!     | 2008年11月28日（2月28日） | 978-4-05-203014-7 | 富士見版第1巻『トリシア先生、急患です！』のリライト作 |
| 2(6)  | トリシア先生とキケンな迷宮！ | 2009年3月6日（3月5日）    | 978-4-05-203106-9 | |
| 3(7)  | トリシア先生、大逆転!?       | 2009年7月5日（7月2日）    | 978-4-05-203106-9 | |
| 4(8)  | トリシア先生と闇の貴公子！   | 2010年2月1日（1月21日）   | 978-4-05-203193-9 | |
| 5(9)  | トリシア先生、最後の診察!?   | 2010年5月21日（5月13日）  | 978-4-05-203270-7 | |
| 6(10) | トリシア先生と奇跡のトビラ！ | 2010年9月29日（9月24日）  | 978-4-05-203271-4 | カルテ3が富士見版『奮闘中!』カルテ1における1場面のリライトに相当する。 エンタティーン倶楽部版の最終巻 以降は『トリシアは魔法のお医者さん!!』シリーズに継続。 |

### トリシアは魔法のお医者さん!!
物語そのものは前シリーズからの継続であり、最終巻以降は次シリーズへ継続。なお主書名は各巻『トリシアは魔法のお医者さん!!』で共通であるため、本表ではサブタイトルのみ記す。
| 巻数 | サブタイトル                 | 初版発行日（発売日）       | ISBN              | 備考 |
| ---- | ---------------------------- | -------------------------- | ----------------- | --- |
| 1    | 飛べないピンク・ドラゴン     | 2011年9月29日（9月15日）   | 978-4-05-203389-6 | 2巻との同時発売 |
| 2    | 患者さんはお人形!?           | 2011年9月29日（9月15日）   | 978-4-05-203390-2 | 1巻との同時発売 |
| 3    | デートの相手はマーメイド     | 2012年4月17日（4月5日）    | 978-4-05-203509-8 | |
| 4    | 動物★びっくりサーカス団！    | 2012年9月25日（9月13日）   | 978-4-05-203543-2 | カルテ4のみ富士見版第3巻『トリシア先生、休暇中♥』カルテ1のリライトに相当する                                                                                              |
| 5    | 恋する雪のオトメ♥            | 2013年3月15日（3月7日）    | 978-4-05-203731-3 | |
| 6    | キケンな恋の物語♥            | 2013年10月25日（10月10日） | 978-4-05-203836-5 | |
| 7    | ペガサスは恋のライバル!?     | 2014年4月14日（4月3日）    | 978-4-05-203958-4 | |
| 8    | カンペキ王子のプロポーズ☆    | 2014年9月21日（9月11日）   | 978-4-05-204035-1 | |
| 9    | 告白!? 月夜のダンスパーティ☆ | 2015年3月29日（3月12日）   | 978-4-05-204145-7 | カルテ3のみ富士見版第3巻『トリシア先生、休暇中♥』カルテ2のリライトに相当する                                                                                              |
| 10   | ふたりのキズナと船の旅！     | 2015年9月22日（9月10日）   | 978-4-05-204304-8 | 富士見版第3巻『トリシア先生、休暇中♥』の実質上のリライト作。 『トリシアは魔法のお医者さん!!』編の最終巻。物語そのものは後継シリーズ（2016年春季シリーズ開始予定）へ継続。 |

### 魔法医トリシアの冒険カルテ
物語そのものは前シリーズからの継続。なお前シリーズと同様、主書名は各巻『魔法医トリシアの冒険カルテ』で共通であるため、本表ではサブタイトルのみ記す。
| 巻数 | サブタイトル             | 初版発行日（発売日）       | ISBN              | 備考                                                             |
| ---- | ------------------------ | -------------------------- | ----------------- | ---------------------------------------------------------------- |
| 1    | ドラゴンの谷となぞの少年 | 2016年3月29日（3月17日）   | 978-4-05-204368-0 |                                                                  |
| 2    | 妖精の森と消えたティアラ | 2016年9月27日（9月15日）   | 978-4-05-204369-7 |                                                                  |
| 3    | 夜の王国と月のひとみ     | 2017年3月28日（3月16日）   | 978-4-05-204604-9 | カナルが登場するが該当場面はリライトではなく新規執筆。           |
| 4    | 飛空城とつばさの指輪     | 2017年9月26日（9月14日）   | 978-4-05-204707-7 |                                                                  |
| 5    | キマイラの島と太陽の腕輪 | 2018年3月27日（3月15日）   | 978-4-05-204802-9 |                                                                  |
| 6    | 竜の騎士と伝説の名医     | 2018年10月23日（10月11日） | 978-4-05-204877-7 | 学研版トリシアシリーズとしての最終巻。別シリーズへの継続は無し。 |